# Pierre André (architecte)
Pour les articles homonymes, voir André et Pierre André.
Pierre André, né le 7 juin 1860 à Paris 6e où il est mort le 14 décembre 1930, est un architecte français, fils de Louis-Jules André.

## Biographie
Élève à l'École des beaux-arts au sein de l'atelier de son père, il obtient le Prix de Rome d'architecture en 1885. Il est pensionnaire de l'Académie de France à Rome de 1886 à 1889. Il est ensuite nommé architecte du gouvernement et de la Ville de Paris, puis architecte en chef des Bâtiments civils et palais nationaux. Il est désigné professeur chef d'atelier d'architecture à l'École des beaux-arts de 1900 à 1919.
Médaille de 1re classe (1891) et Médaille d'or de l'exposition universelle de 1900, il est fait chevalier de la Légion d'honneur en 1903. Il est sociétaire de la Société des artistes français.

## Principales réalisations
- école rue Dussoubs à Paris en 1910
- école rue Saint-Germain-l'Auxerrois en 1913
- restauration de l'église Saint-Germain-l'Auxerrois de Paris
- église paroissiale du Kremlin-Bicêtre (reconstruite depuis)
- Extension de l'Hôpital Saint-Joseph (Paris) (1911-1930)

## Décoration
- Chevalier de la Légion d'honneur en 1903